# Kolej zębata

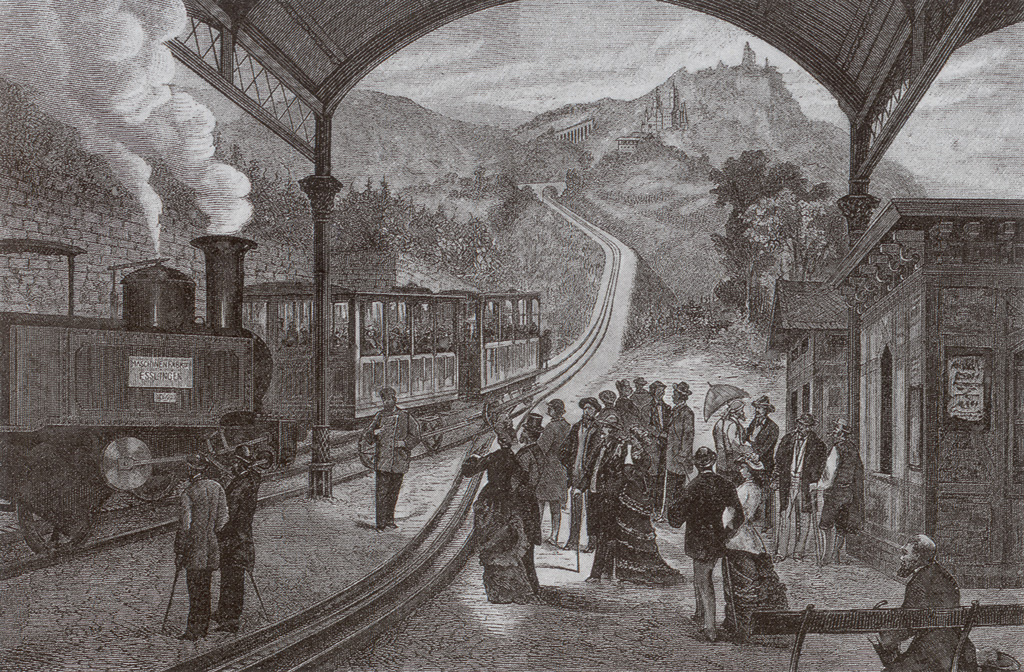
Königswinter koło Bonn – dolna stacja kolejki do Burg Drachenfels, otwartej w 1883 roku

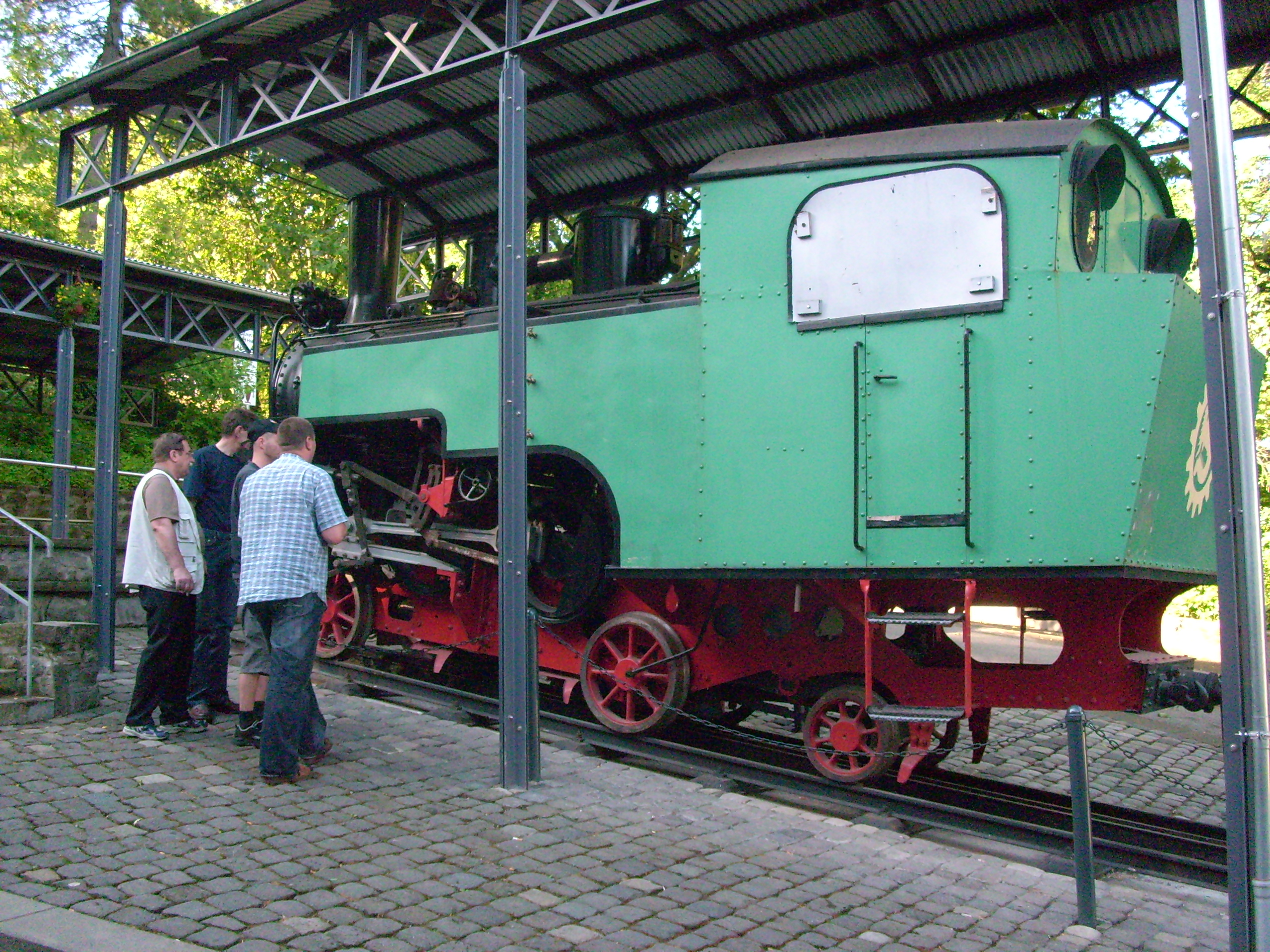
Königswinter – odrestaurowany w 2005 roku w warsztacie Interlok, Piła, najstarszy zachowany parowóz tej linii No. 2 (Esslingen 4185/1927). 23.06.2008

Kolej zębata – kolej z dodatkową szyną zębatą (zębnicą) umieszczoną pośrodku toru, na którą oddziałują zębate koła napędowe i hamujące taboru trakcyjnego, mogąca pokonywać trasę o dużych nachyleniach profilu podłużnego. Technologia ta może być zastosowana na całej długości wydzielonej linii kolejowej albo tylko na bardziej stromych fragmentach trasy.
Na Śląsku jako kolej zębata funkcjonował odcinek kolejki sowiogórskiej w Górach Sowich, prowadzący ze Srebrnej Góry do Woliborza.
Normalnotorowa kolej zębata istnieje w Karkonoszach czeskich, wąskotorowa – w słowackich Tatrach Štrba – Štrbské Pleso (OŽ). Najwięcej linii kolei zębatych znajduje się w Szwajcarii.

## Historia

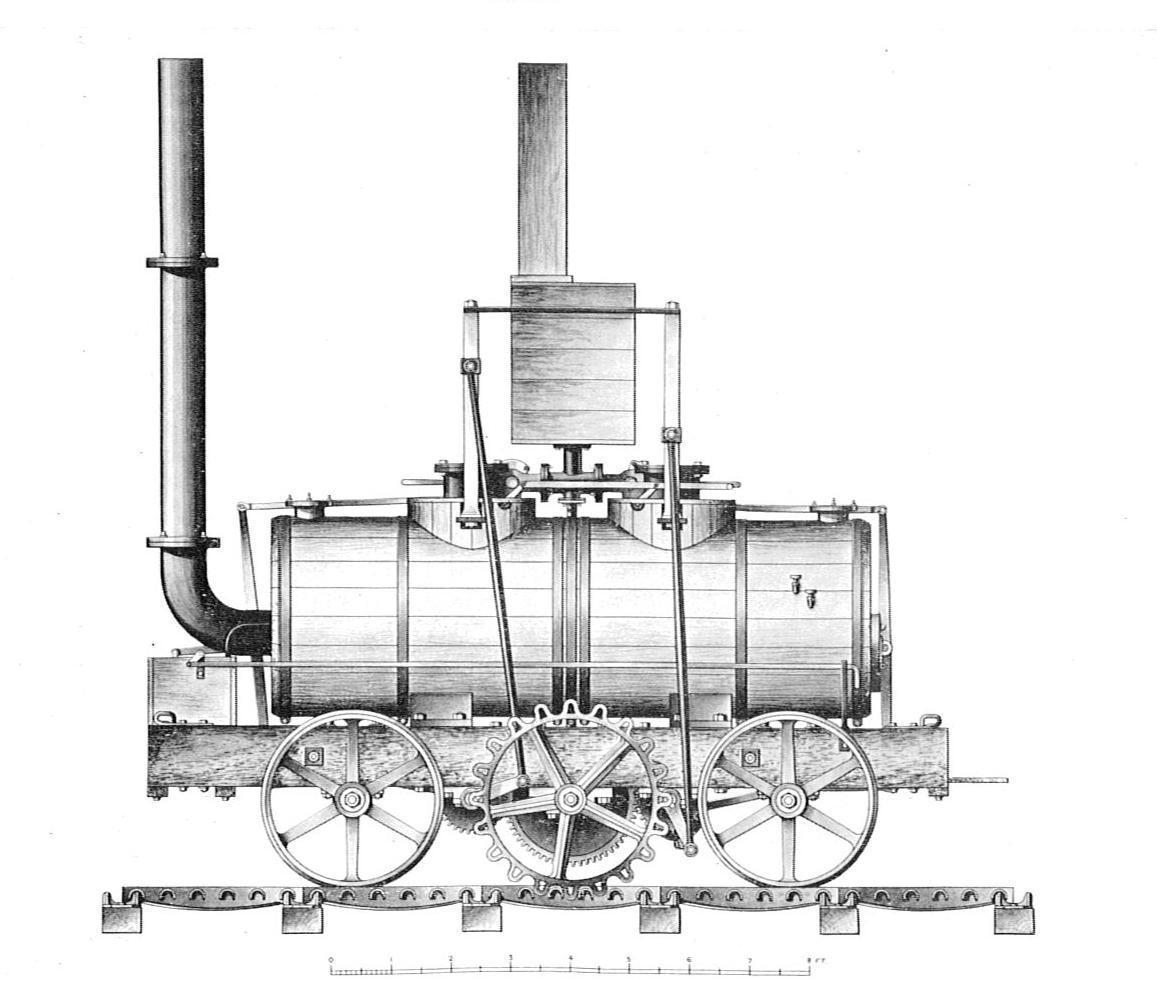
Lokomotywa „Salamanca” według pomysłu Johna Blenkinsopa, zbudowana w 1812 r. dla kolei znanej obecnie pod nazwą Middleton Railway.

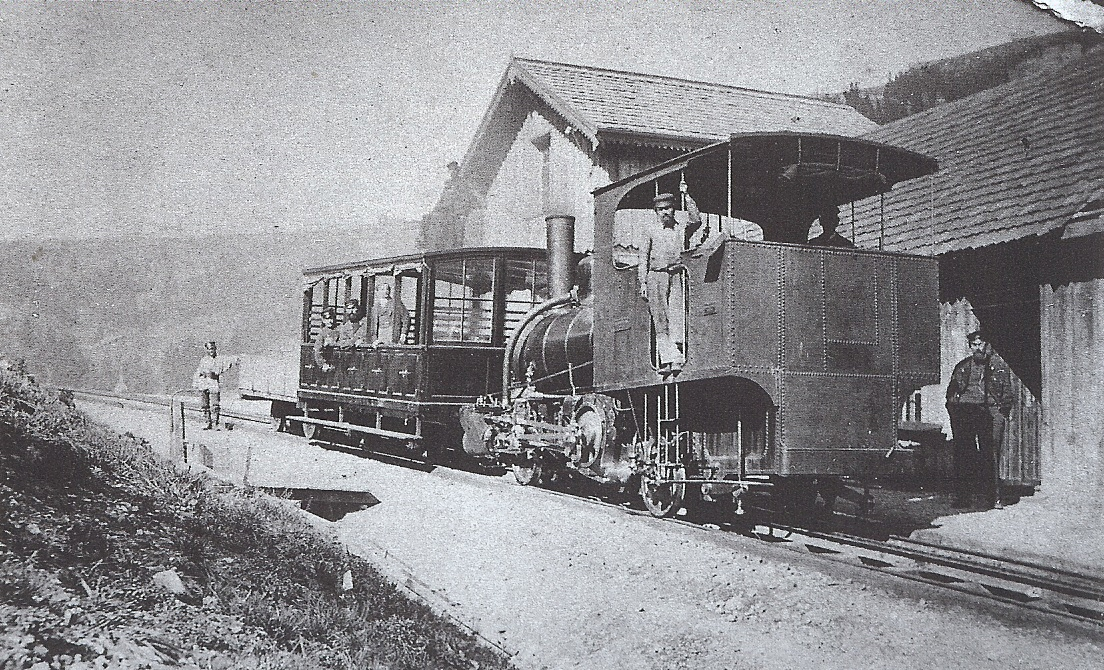
Rigibahn nad Jeziorem Czterech Kantonów, zdjęcie sprzed 1905 r.

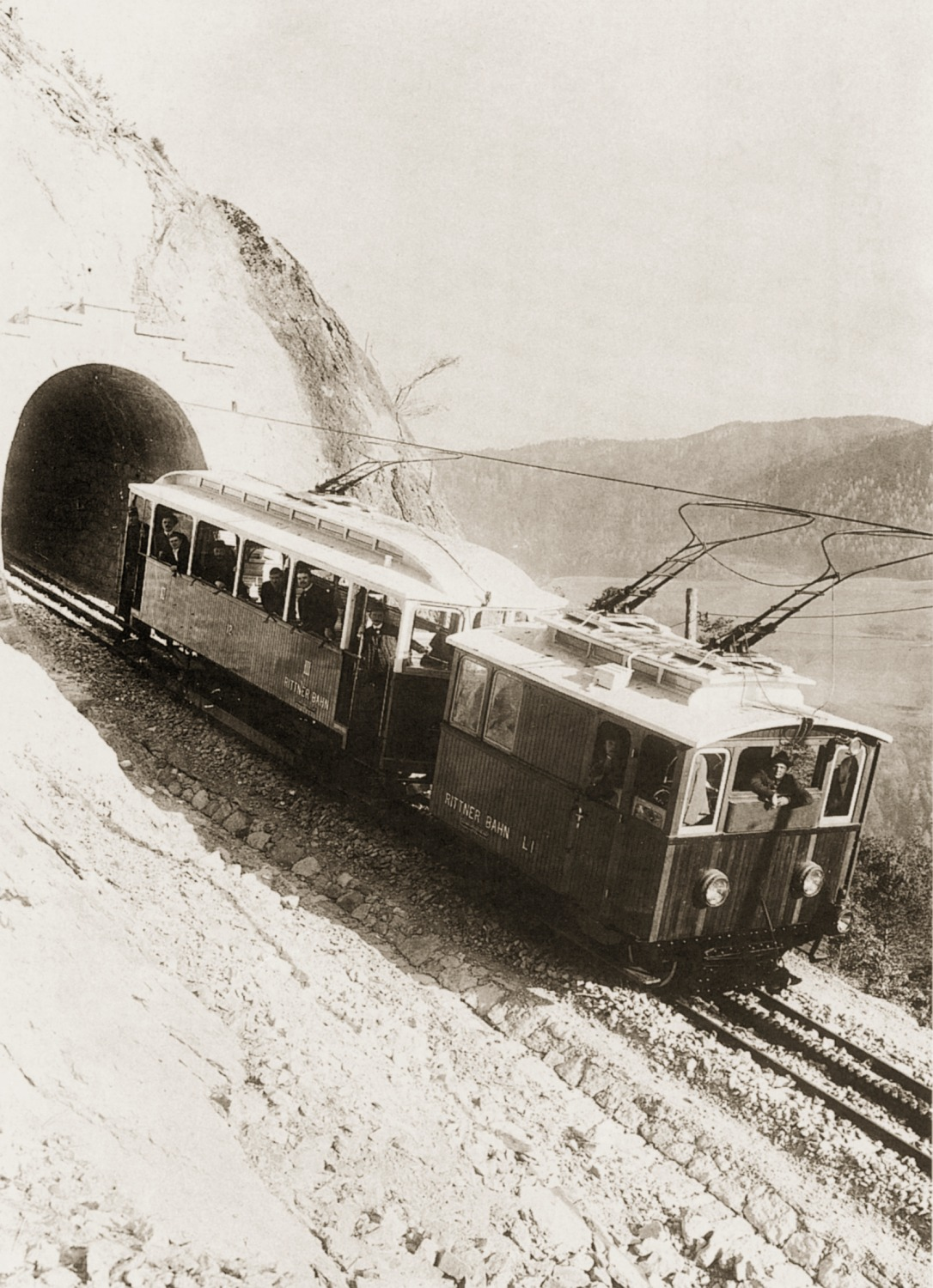
Rittner-Bahn w Południowym Tyrolu, otwarta w 1907 jako elektryczna. Na zdjęciu adhezyjny wagon motorowy prowadzony przez zębatą głowicę hamującą.

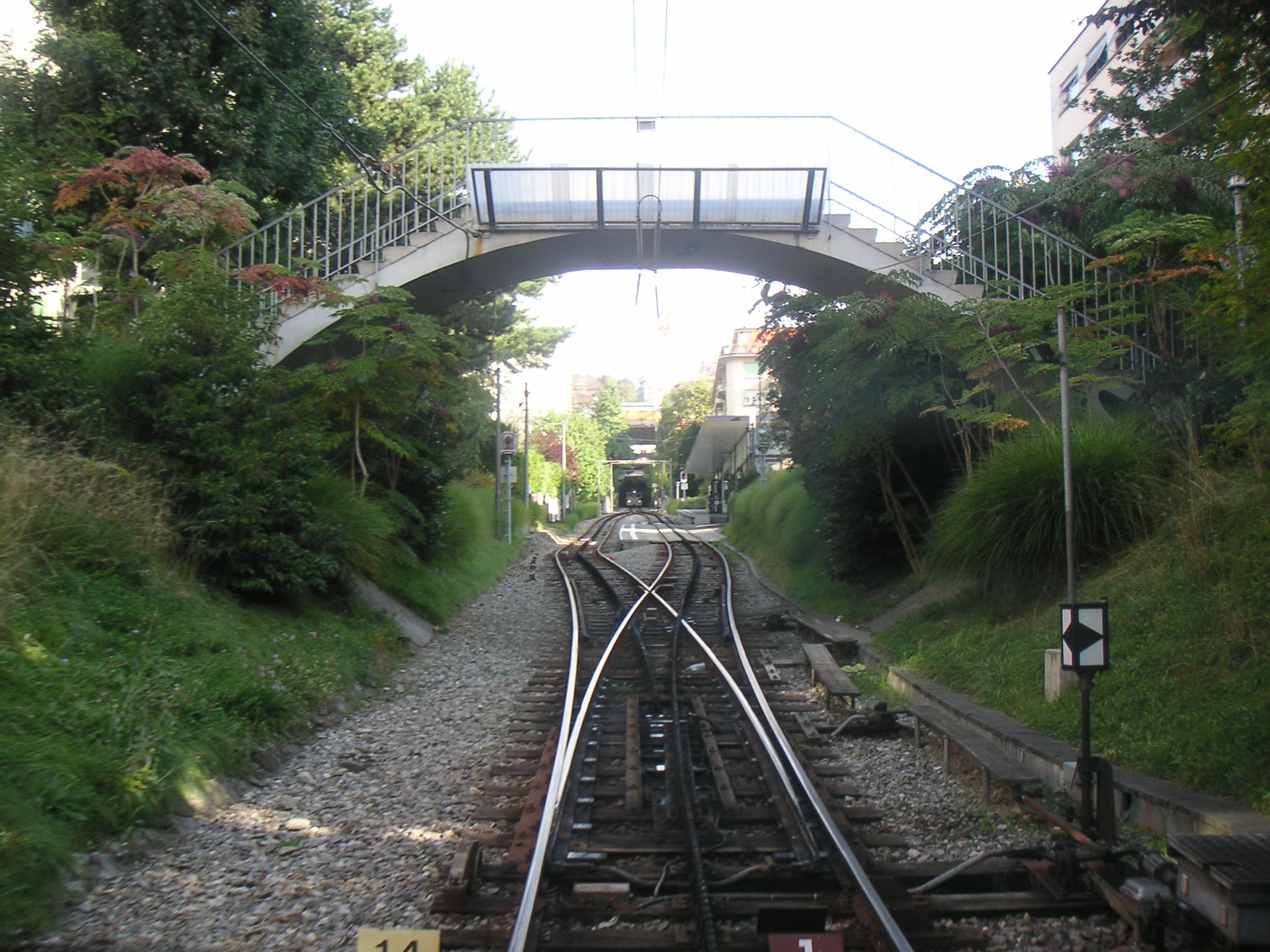
Rozjazd na dawnej kolei zębatej Ouchy – Flon w Lozannie. Szyna zębata systemu von Rolla.

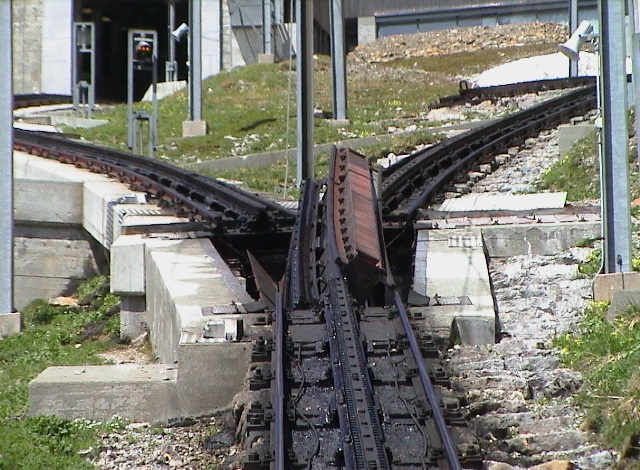
Rozjazd na kolei Pilatusbahn, szyna zębata systemu Lochera

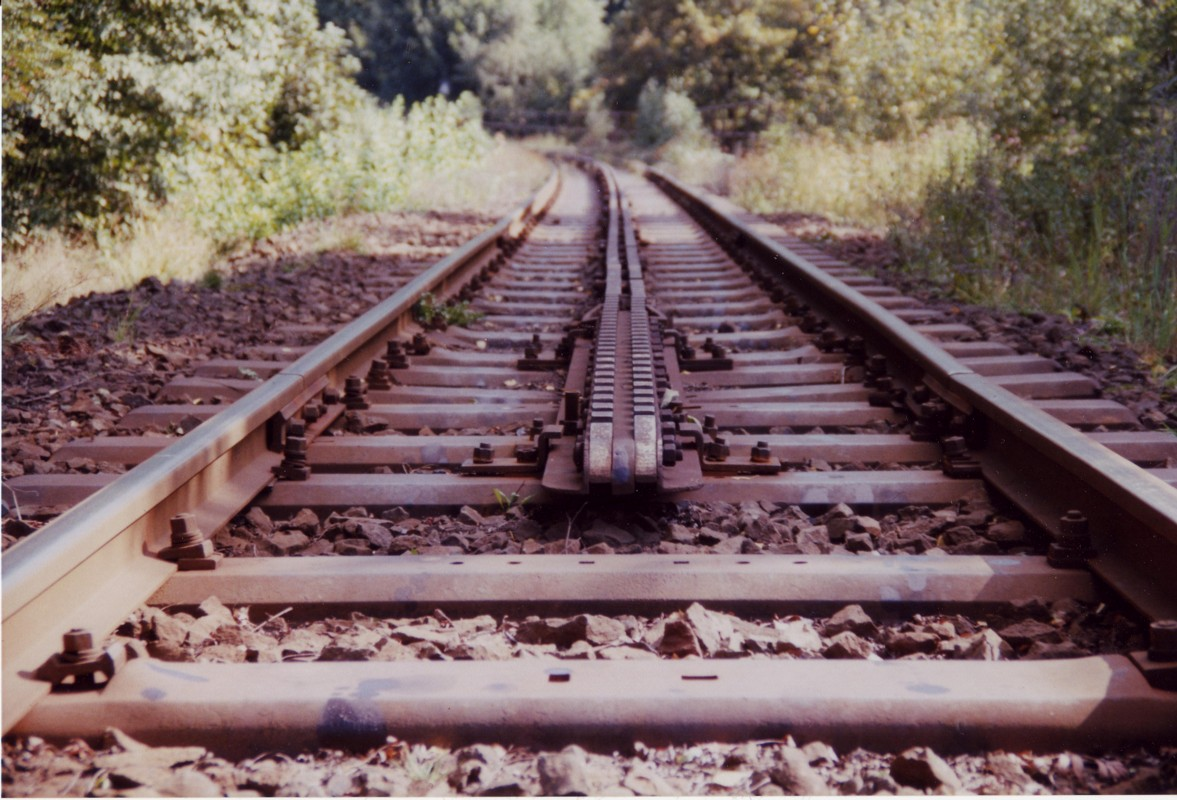
Początek odcinka zębatego na linii ČD Kolei Izerskiej Tanvald-Kořenov, szyna systemu Abta

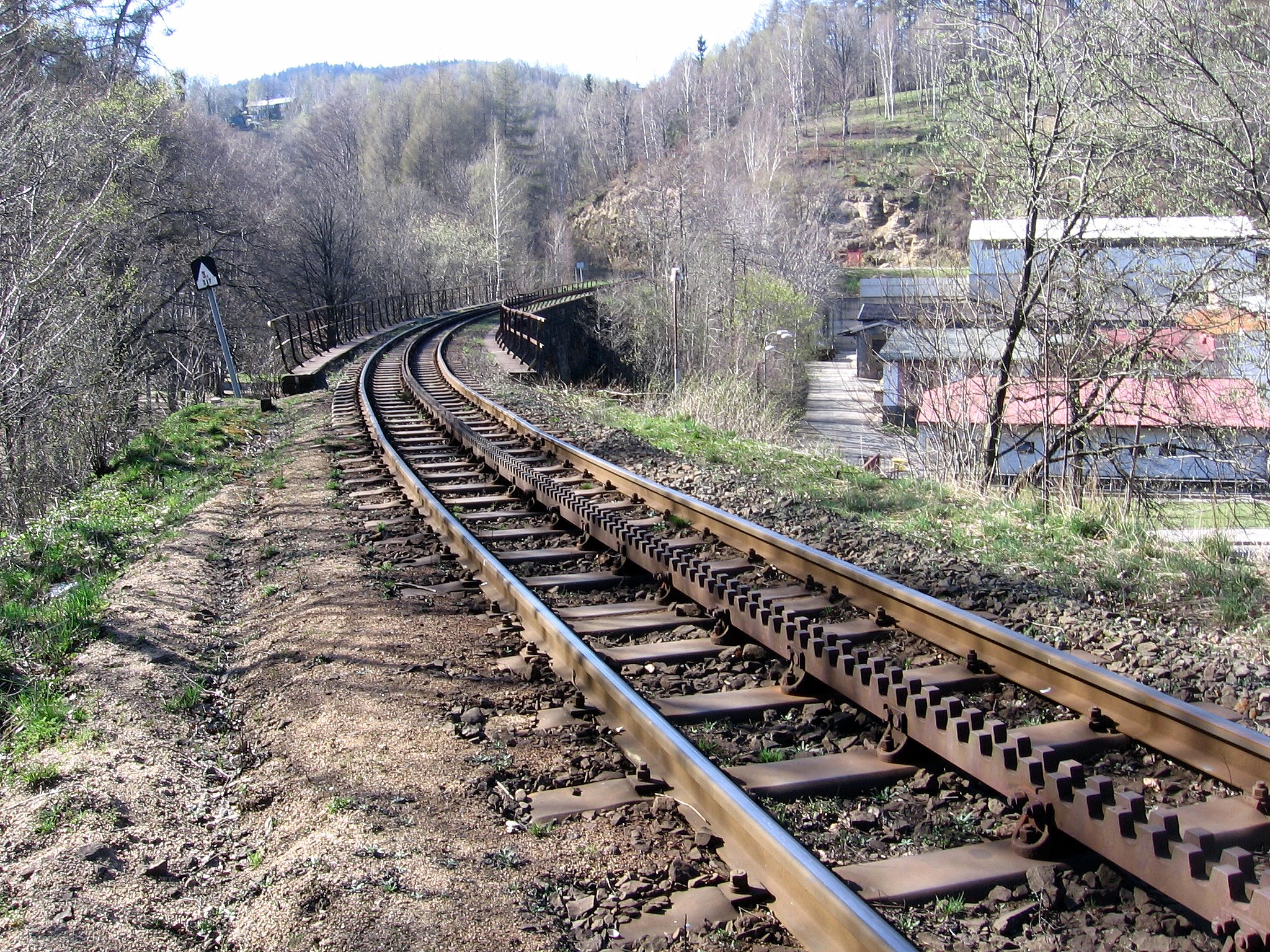
Tory Kolei Izerskiej Tanvald-Kořenov, koło wsi Desná

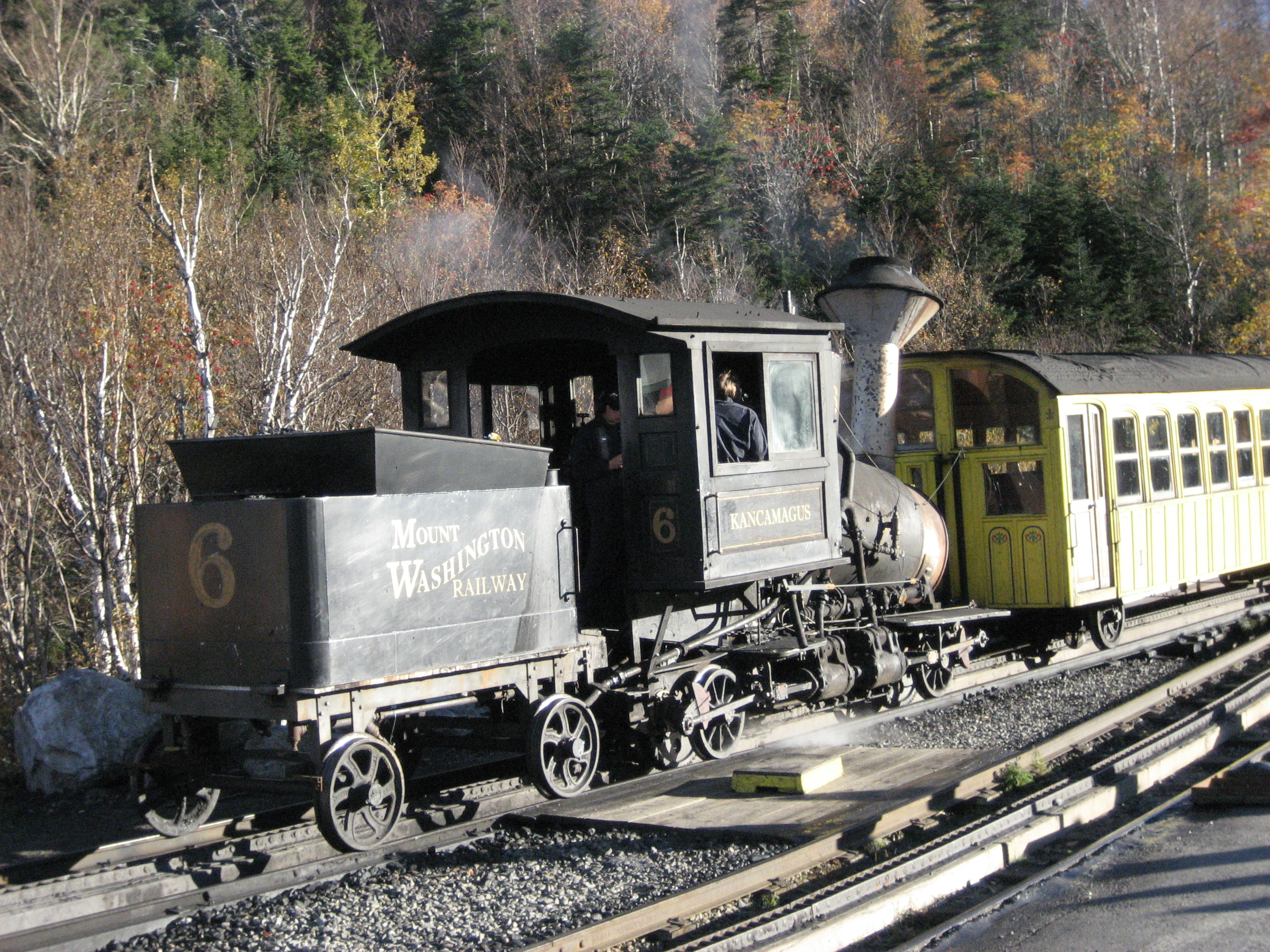
Mount Washington Cog Railway – jedna z nielicznych kolei zębatych z zachowaną trakcją parową

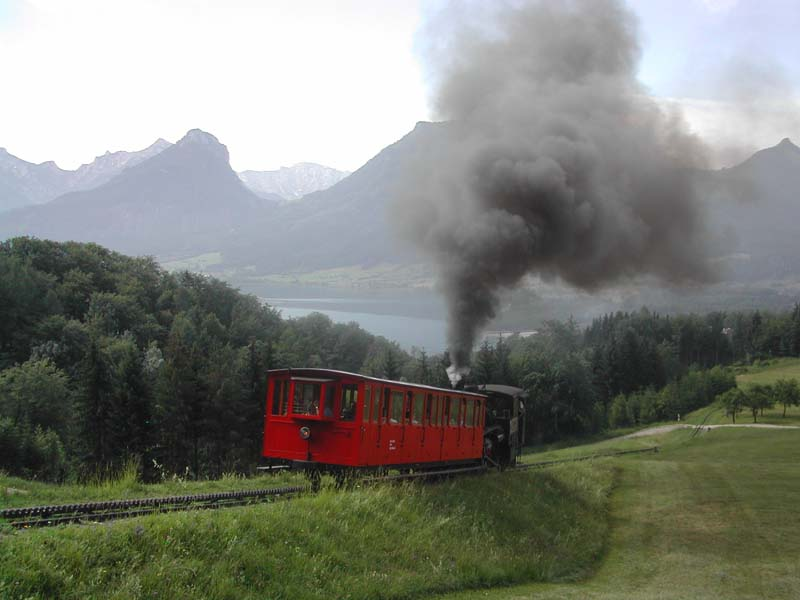
Schafbergbahn w Górnej Austrii – zabytkowy pociąg parowy na kolei zębatej w Alpach

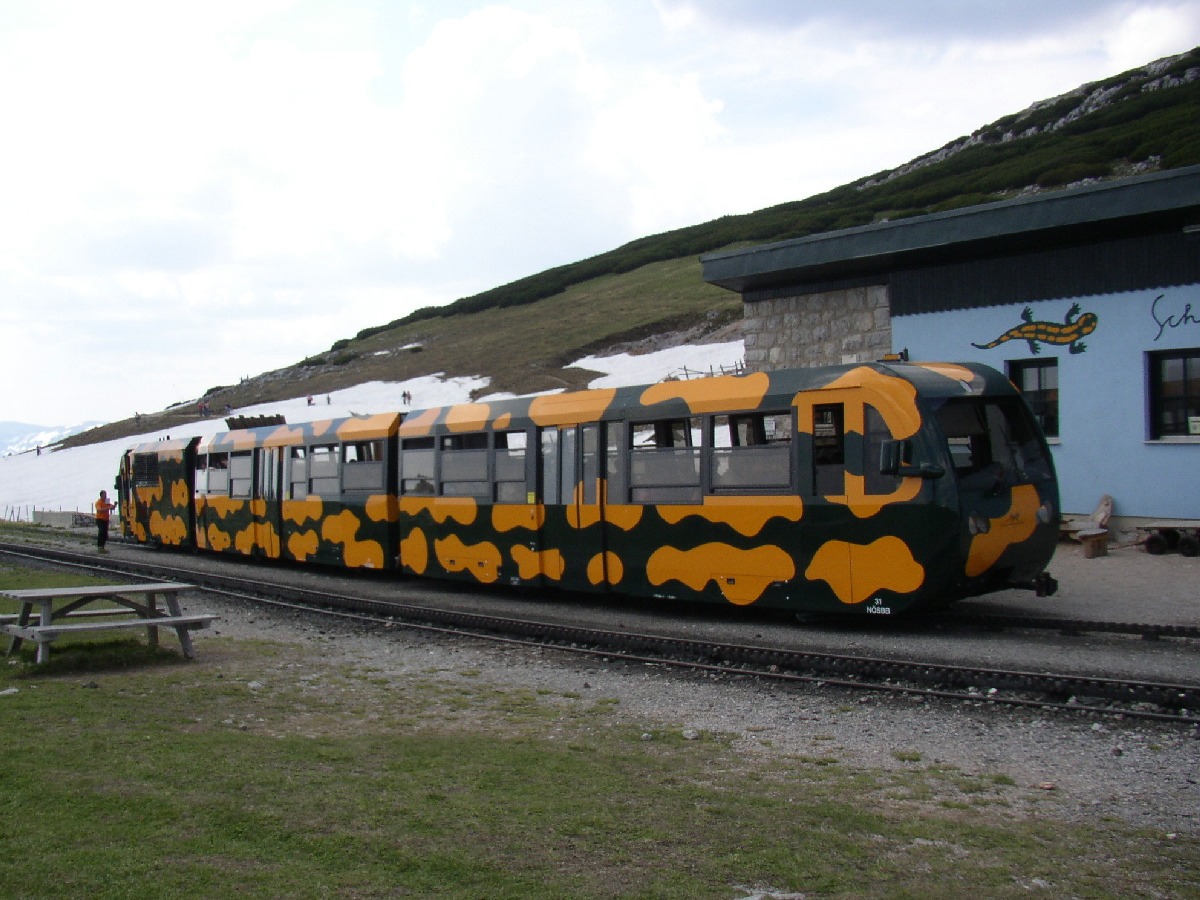
Schneebergbahn w Dolnej Austrii. Trakcja spalinowa na kolei zębatej.

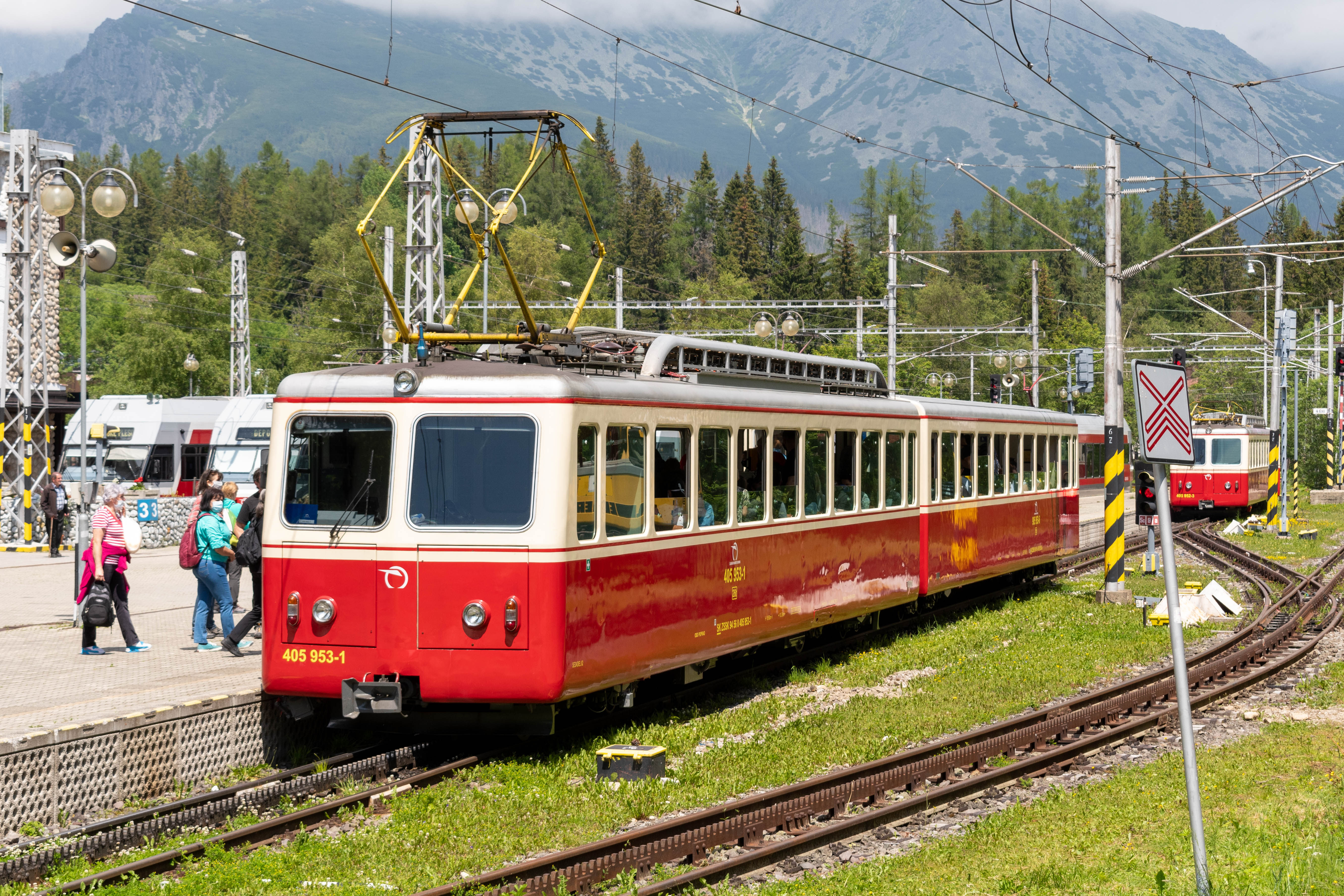
Ozubnicová železnica Štrba – Štrbské Pleso w Tatrach (Słowacja), import ze Szwajcarii z szyną von Rolla

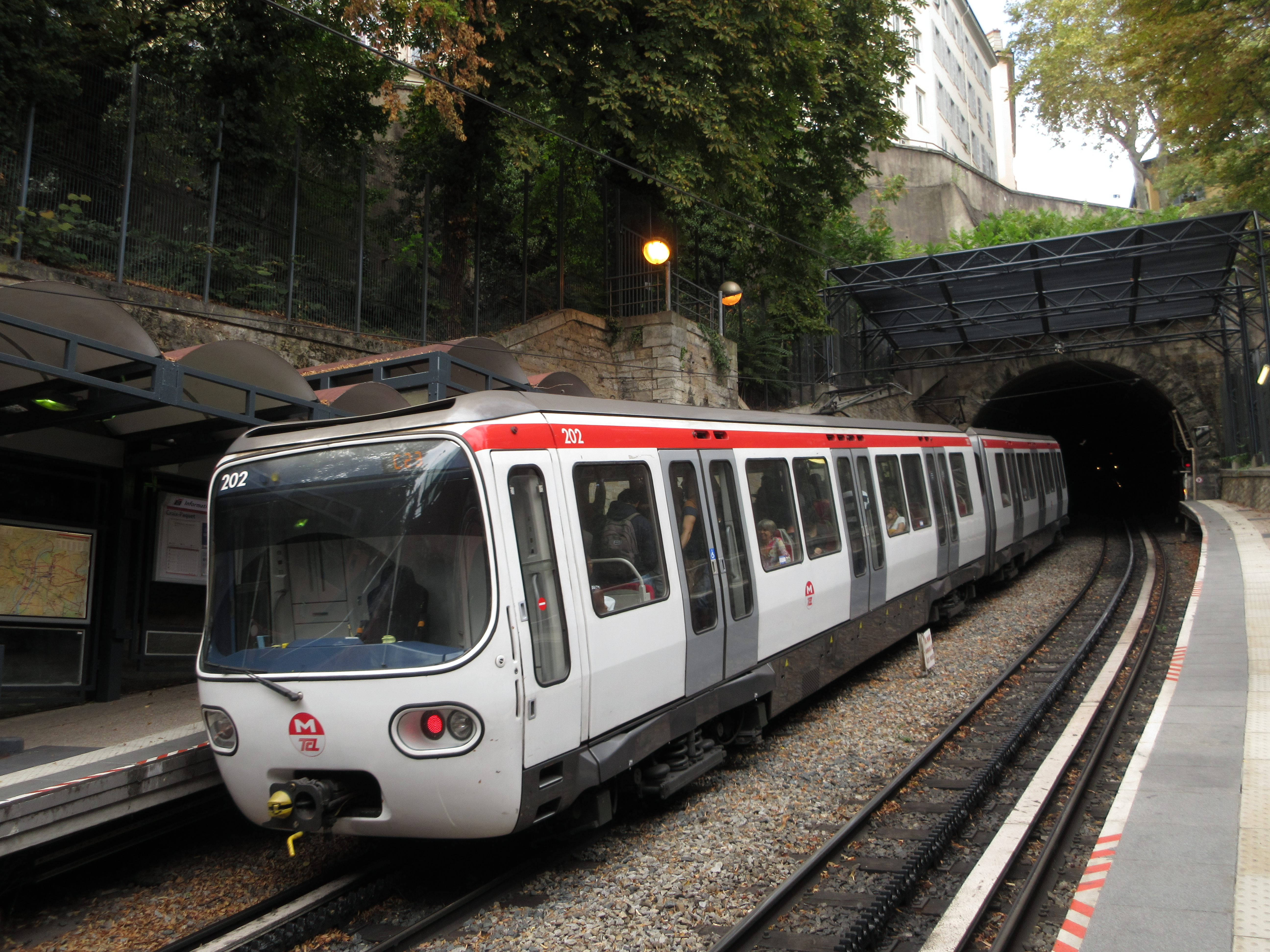
Lyon – kolej zębata jako linia C metra, przebudowana z funikularu

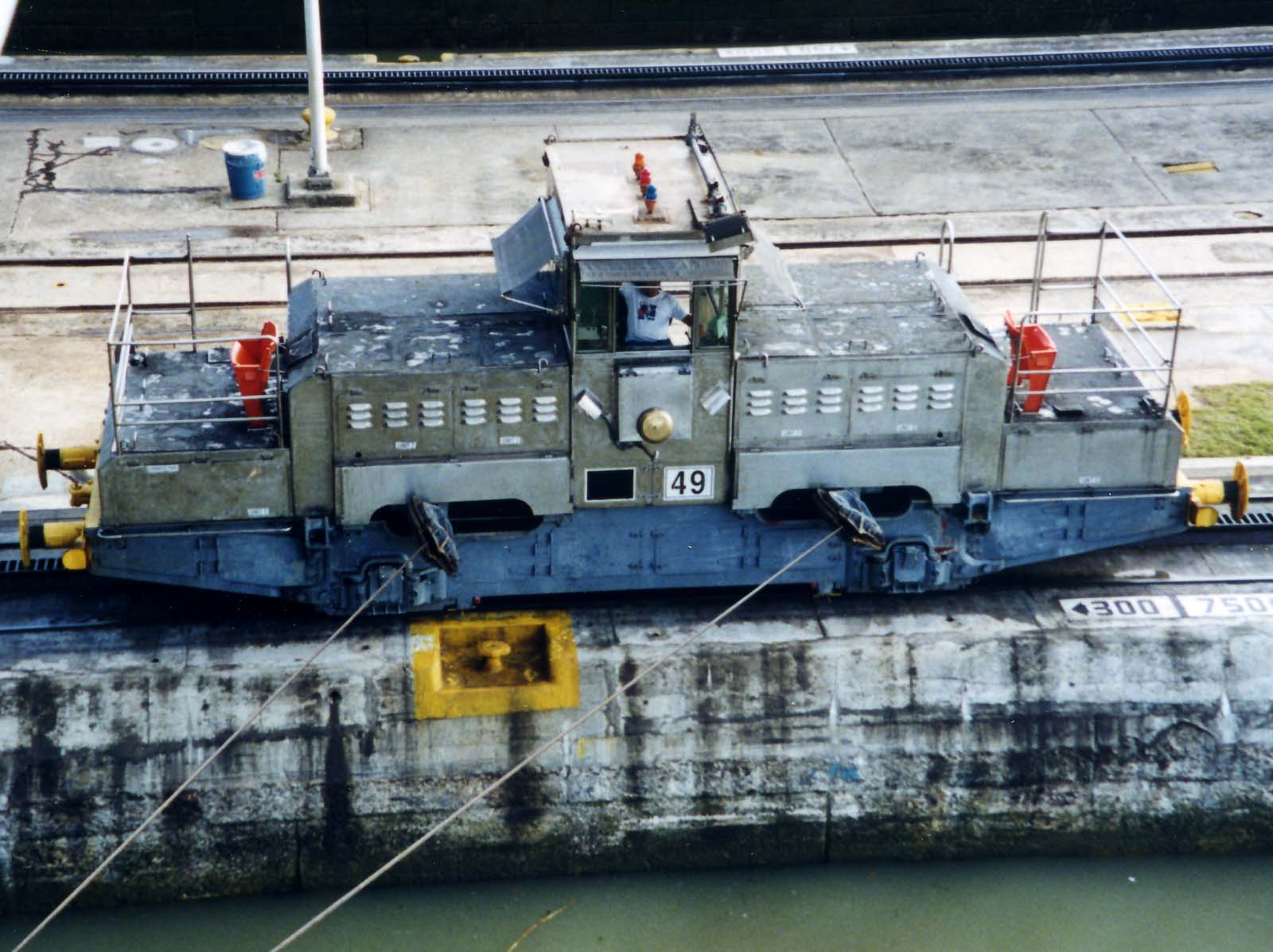
Lokomotywa wyciągowa na Kanale Panamskim

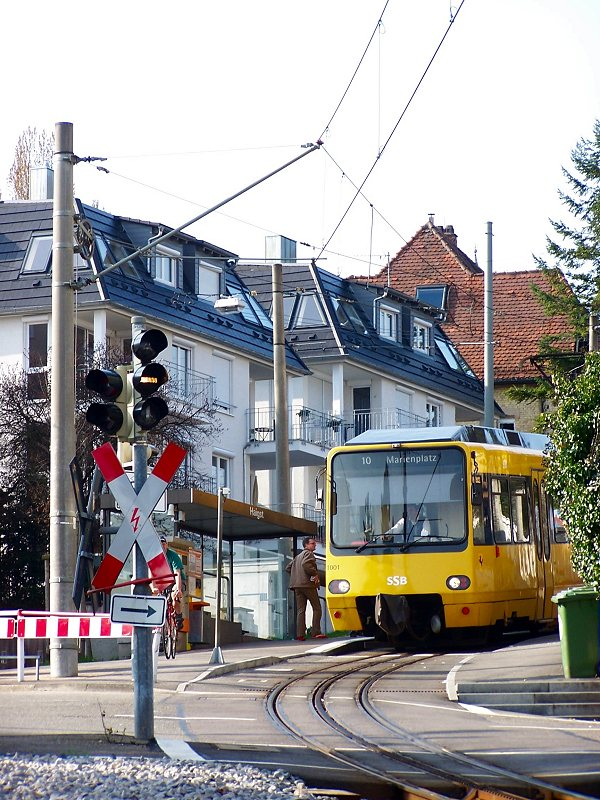
Stuttgart. Kolejka zębata jako linia tramwajowa nr 10.

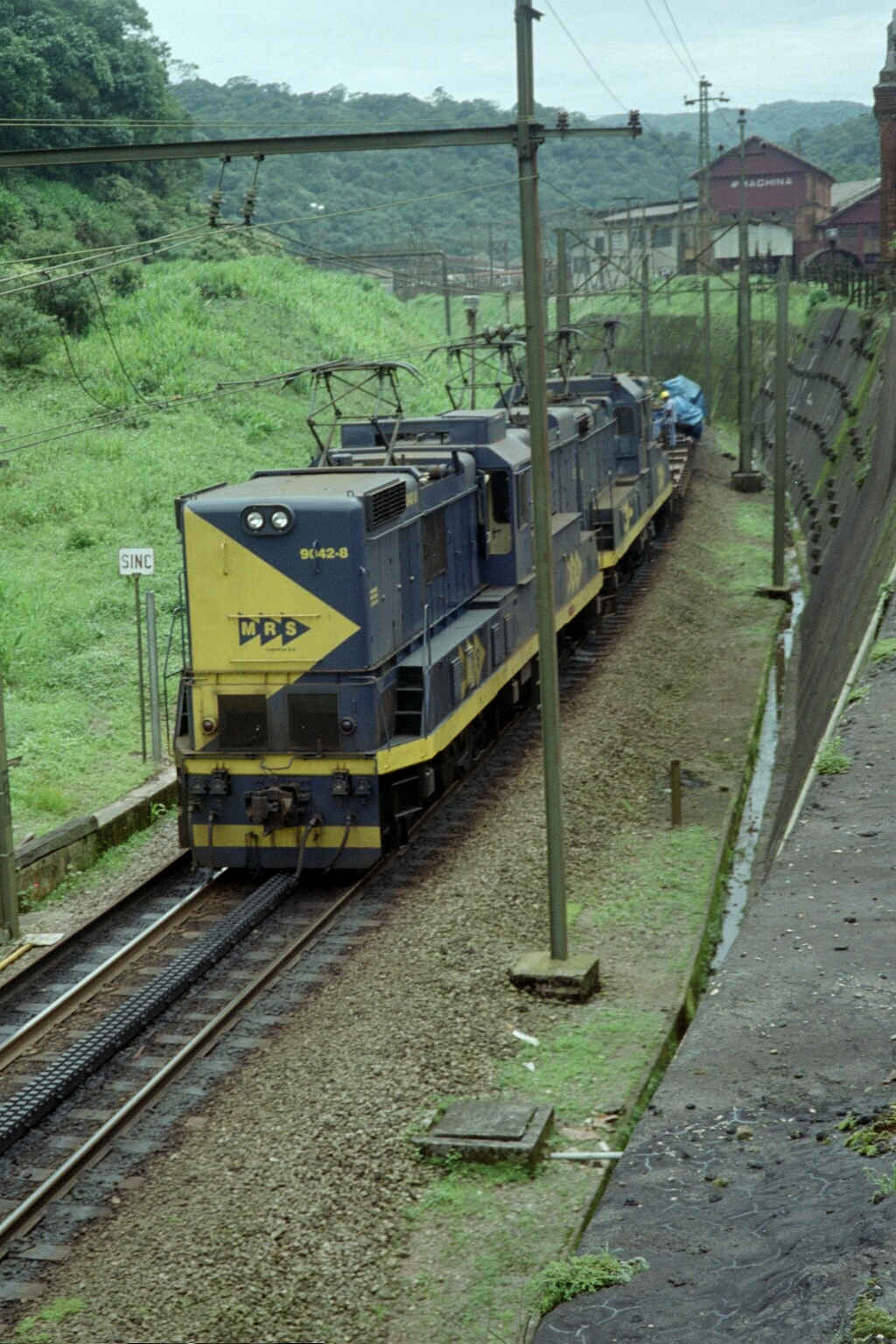
Brazylia, Paranapiacaba. Odcinek zębaty na linii sieci krajowej, używanej w ciężkim ruchu towarowym

Zastosowanie szyny zębatej miało miejsce na pierwszej linii kolejowej, na której używano parowozów i brało się po trosze z przekonania, że lokomotywa bazująca na samym tarciu koła o szynę nie będzie w stanie prowadzić cięższych pociągów. John Blenkinsop opatentował w 1811 r. tor zbudowany z żeliwnych szyn jezdnych z bocznymi zębami. Dla takiego toru, zamontowanego na linii pod Leeds, ze spadkami sięgającymi 6,7%, Matthew Murray zbudował w 1812 r. parowóz, który eksploatowano do 1839 r.
Centralnie położonej żeliwnej szyny zębatej zaczęła używać w 1848 r. Madison & Indianapolis Railway na krótkim odcinku w Madison o 6% nachyleniu (zęby sinusoidalne; Andrew Cathcart). W 1868 szynę zdjęto, a kolej stała się adhezyjną.
Pierwsza kolej całkowicie zębata, Mount Washington Cog Railway, powstała w latach 1866–1896, zbudowana przez S. Marsha. Prowadzi ona do dzisiaj ruch turystyczny na ten popularny cel wycieczek w Nowej Anglii, wznoszący się na 1904 m n.p.m. Pierwsza kolej w Europie to szwajcarska Vitznau-Rigi-Bahn, zbudowana w latach 1869–1871, wyprowadzona na wysokość 1750 m (punkt początkowy: 440 m). Obie koleje miały znacznie bardziej strome trasy, sięgające 38%. Obie też eksploatowały parowozy na trójkątnym podwoziu, pierwotnie z kotłami ustawionymi pionowo. W 1889 r. Eduard Locher zbudował Pilatusbahn – kolej zębatą na szczyt Pilatus o największym nachyleniu toru (48%); miała ona do elektryfikacji parowe wagony motorowe.
W 1882 r. Roman Abt udoskonalił parowóz, który mógł poruszać się szybko na liniach adhezyjnych, jak również mocno i pewnie wspinać się na liniach zębatych. Pierwszy raz swoją technologię zastosował na kolei Rübelandbahn (odcinek Blankenburg – Tanne; tor 1435 mm; spadki do 6%), otwartej w 1885 r. Od tego momentu budowniczowie kolei stanęli przed wyborem: albo kolej będzie prowadzona jako całkowicie adhezyjna, co wydłuży linię i podwyższy koszty, albo jako częściowo zębata – co może, choć nie musi, wydłużyć czas jazdy, ale będzie tańsze w budowie. Ze względów ekonomicznych koleje takie powstały licznie poza Europą, nawet jako linie pierwszorzędnego znaczenia (np. linia Bejrut – Damaszek, Kolej Transandyjska Los Andes – Mendoza).
Najstarsze koleje zębate publicznego użytku:
- Mount Washington Cog Railway
- Vitznau-Rigi-Bahn
- Budapesti Fogaskerekű Vasút – 1874
- Kahlenbergbahn – 1874-1922
- Rorschach-Heiden-Bergbahn – 1875
- Drachenfelsbahn – 1883
- Trem do Corcovado – 1884
- Filderbahn – 1884
- Harzer Schmalspurbahnen
- Assmannshausener Niederwaldbahn – 1885-1917

W 1891 r. parowa Manitou & Pikes Peak Railway osiągnęła nie pobity dotąd rekord wysokości kolei zębatych: 4300,7 m n.p.m. Kolej istnieje do dzisiaj, ma trakcję spalinową i używa szyny Abta (maksymalne nachylenie 25%). W latach 90. XIX w. pojawiły się też pierwsze koleje zębate zelektryfikowane prądem trójfazowym, obie w Szwajcarii: w 1897 – Gornergrat-Bahn, a w 1898 – Jungfraubahn.
W XX w. dokonana została konwersja kilku kolei linowych na technologię zębatą. Wiele kolei zębatych podzieliło los funikularów i uległo likwidacji wraz z nadejściem epoki dominacji samochodu. Niejednokrotnie zastępowano też je napowietrznymi kolejkami linowymi, najchętniej kolejkami o ruchu ciągłym.

## Kwestie techniczne

### Szyna zębata

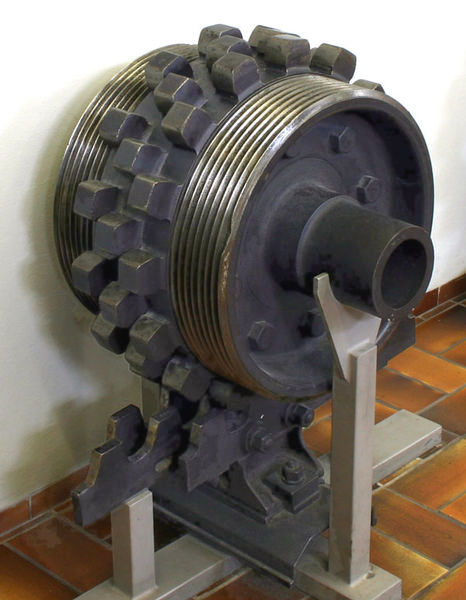
system Abta
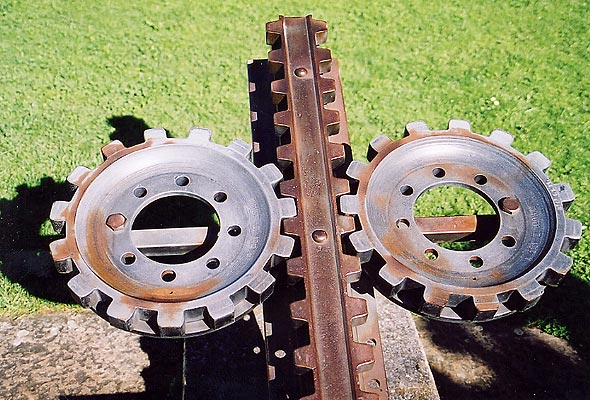
system Lochera

Najczęściej spotykane rodzaje szyny zębatej są następujące:
System Struba – najprostszy, z jedną linią zębatki wyciętej w szynie z główką w kształcie odwróconego klina; nadaje się do ruchu lekkiego na umiarkowanych spadkach. Szyna zastosowana po raz pierwszy na Jungfraubahn. Jeśli zębatka wycięta jest w ustawionym pionowo profilu płaskim, to jest to system von Rolla.
System Riggenbacha – rodzaj drabiniastej zębatki, ma ważną zaletę: śnieg nie gromadzi się w wycięciach między zębami szyny. Zęby mają przekrój trapezowy. Pierwszy raz zastosowana na Vitznau-Rigi-Bahn (1869-1871). Podobną szynę, ale ze szczeblinami o przekroju cylindrycznym, zastosowano na Mt Washington Cog Rly. (system Marsha).
System Abta – podwójna zębatka pionowa („podwójny system Struba”), przesunięta o pół fazy, umożliwia głębokie zaczepienie koła zębatego pojazdu w każdej fazie obrotu; stosowana jest na liniach obciążonych cięższym ruchem. Zastosowana po raz pierwszy na Harzbahn.
System Lochera – nie przyjął się na większą skalę. System wymaga rozjazdów skomplikowanej konstrukcji: na Pilatusbahn Locher wprowadził rozjazdy z odwracaną częścią łuku (p. zdjęcie).

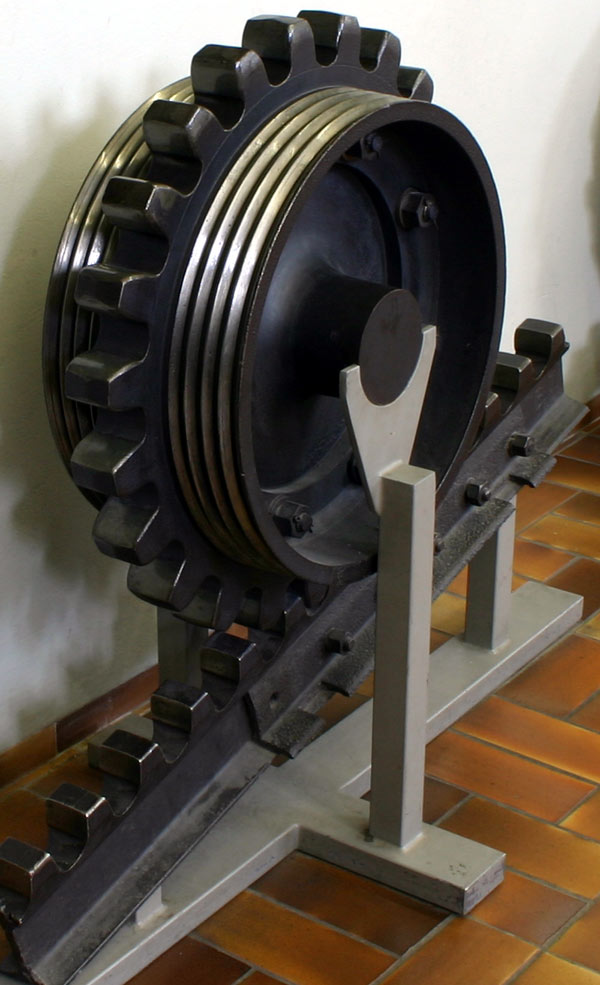
system Struba
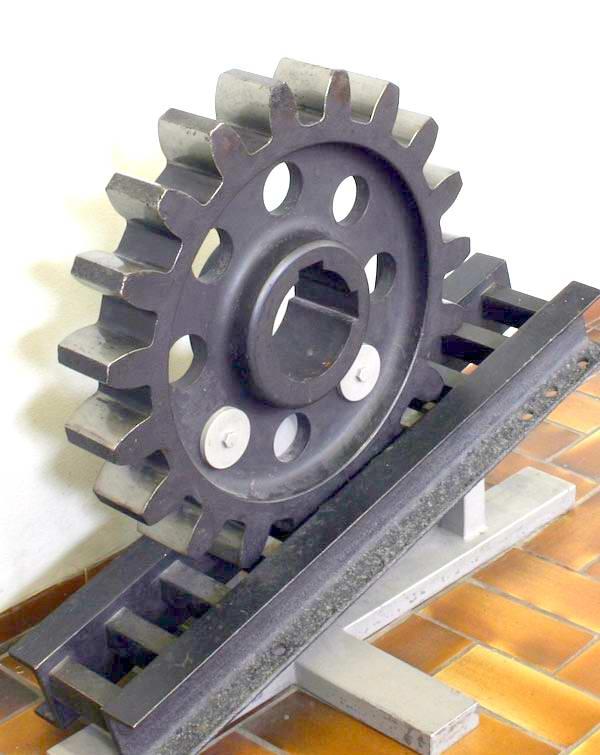
system Riggenbacha

- system Abta
- system Lochera

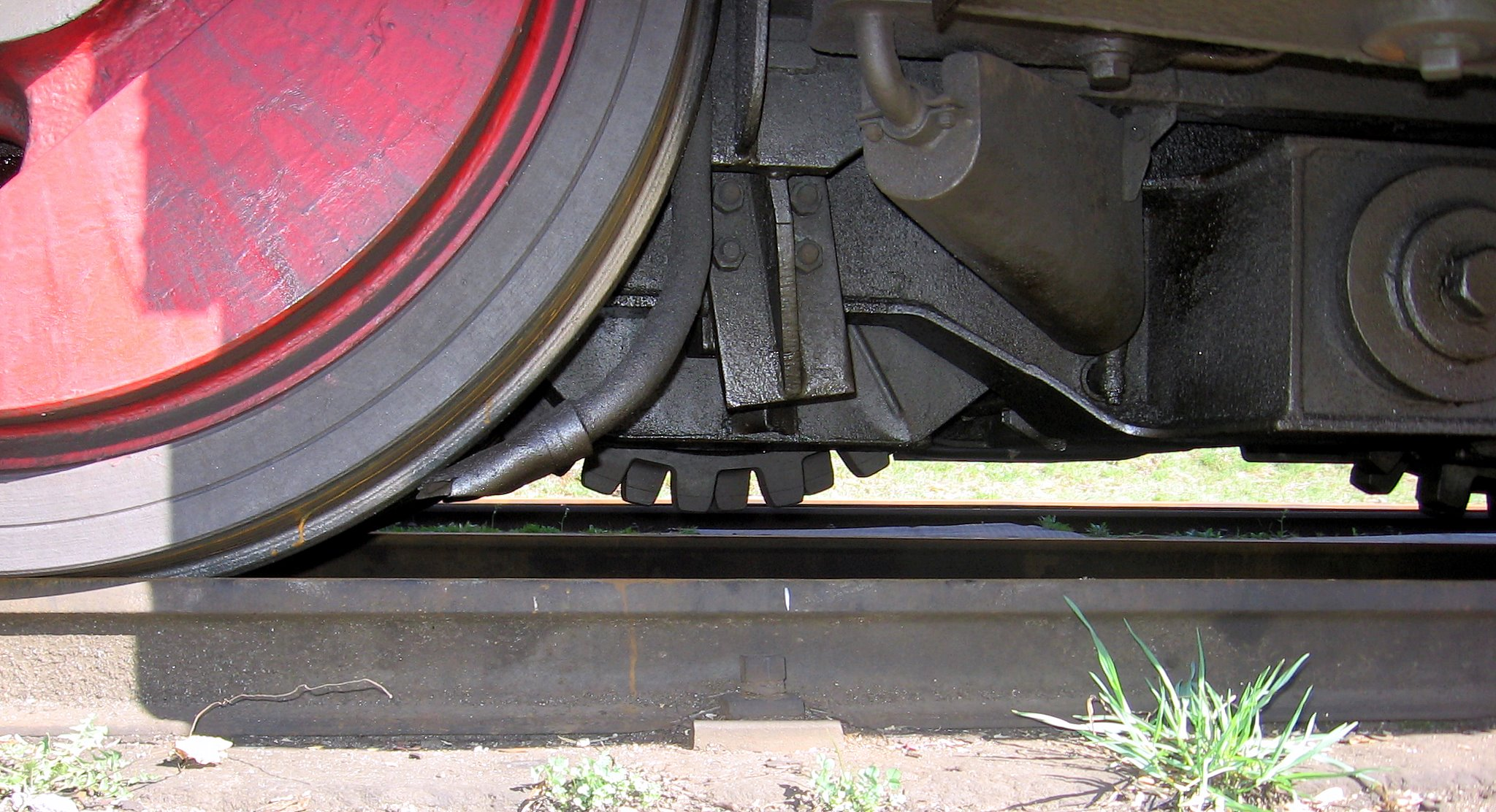
koła zębate Abta pod lokomotywą
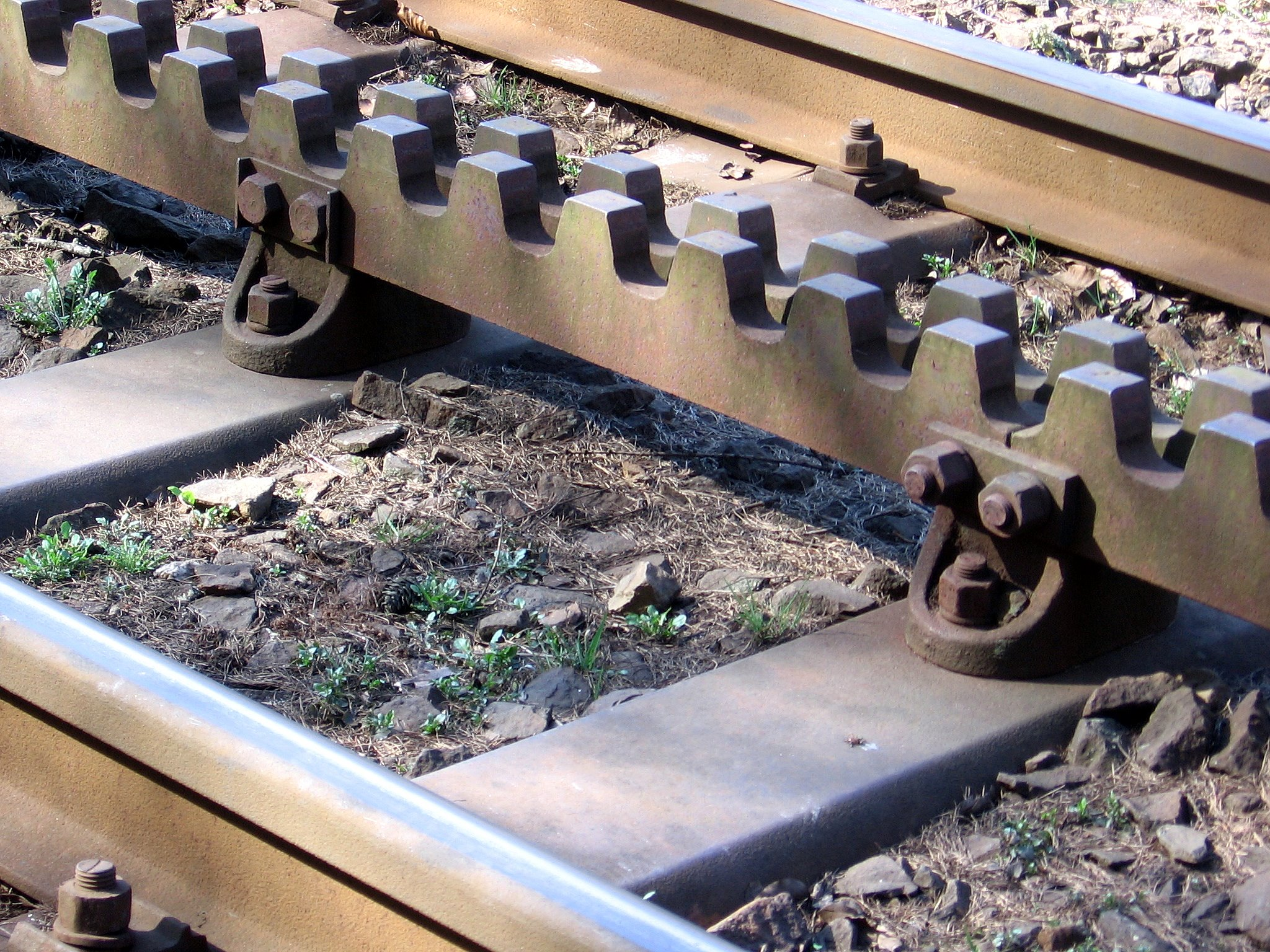
tor systemu Abta

Na rozjazdach położonych na umiarkowanym spadku można przerwać szynę zębatą na przecięciu z szyną jezdną – co upraszcza ich budowę. W większości kolei szyna zębata jest lekko wyniesiona ponad poziom główek szyn jezdnych, dzięki czemu na rozjazdach położonych na większych spadkach zębatkę nasuwa się na szynę jezdną. Jest to możliwe wtedy, gdy na odcinkach zębatych nie urządza się jednopoziomowych przejazdów. W przypadku torowisk ulicznych (np. w Stuttgarcie) poziom zębatki musi być obniżony – przez co konstrukcja każdego rozjazdu jest bardziej skomplikowana.

### Kolej adhezyjna, kolej zębata, kolej linowa
Typowe koleje adhezyjne (poruszające się dzięki sile tarcia koła o główkę szyny) mają niewielką tolerancję nachylenia podłużnego toru. Nachylenie 2,5% jest zwykle przyjęte jako graniczne, zwłaszcza na liniach głównych, niemniej jednak istnieje wiele linii bardziej stromych. Gotthardbahn (1872-1874) ma 2,8% maksymalnego nachylenia, a linia wysokich prędkości Kolonia – Frankfurt (2003) – 4%. Ferrocarril Central Andino ma nachylenie 4% na dojściu do tunelu La Galera (4781 m n.p.m.; tor 1435 mm, 1893), a nachylenie kolei Flåmsbana w Norwegii dochodzi do 5,5%. Wyjątkowo dużym spadkiem charakteryzowała się elektryczna Ferrocarril Guaqui a La Paz (Boliwia, tor 1000 mm) na zjeździe z El Alto do La Paz: 7,4% (1904, zamkn. 70.). Obie koleje prowadziły ruch towarowy, choć ta druga miała charakter bardziej tramwajowy (interurban). Turystyczna Hakone Tōzan Tetsudō (pref. Kanagawa, Japonia; tor 1435 mm), z l. 1915-1930, ma spadki dochodzące do 8% (i 3 „zygzaki”). Linie tramwajowe mają niekiedy na krótkich odcinkach nachylenia rzędu 10% (w Lizbonie – 14%), a na praskiej linii między Troją i Kobylisami spadek sięga 8% na długości ok. pół kilometra.
Natomiast na kolejach zębatych maksymalne nachylenie wynosi, jak dotąd, 48% Pilatusbahn. Inaczej przedstawia się ten problem na liniach technologii mieszanej (adhezyjnej i zębatej). W tym wypadku, dla szyny Abta, zalecano pod koniec XIX w. następujące nachylenia maksymalne: dla ciężkiego ruchu turystycznego – 12,5%, dla lekkiego ruchu pasażerskiego i towarowego – 8%, dla ciężkiego ruchu pasażerskiego i towarowego – 5%. Rozwój technologiczny kolei wskaźniki te nieco złagodził. Kilka kolei, pierwotnie zębatych, przekształcono w adhezyjne m.in. Murgtalbahn w 1924 r. – 5%, Höllentalbahn w 1932 r. – 5,5%.
Dolna granica kąta nachylenia kolei linowo-terenowych nie istnieje dla lin funkcjonujących w obwodzie zamkniętym. Najłagodniej nachylona kolej działająca na zasadzie przeciwwagi (funikular) miała spadki w granicach 2–16%; najbardziej strome mają nachylenia przekraczające 100%. Istnieje zatem znaczny przedział, w którym kolej może być eksploatowana jako zębata lub jako linowo-terenowa. Ponieważ, w przeciwieństwie do funikularu, długość linii zębatej jest praktycznie nieograniczona, ruch pociągów kolei zębatych można kształtować bardziej dowolnie, a ich trasy wydłużać na odcinki adhezyjne, więc niejednokrotnie funikulary zamieniano na koleje zębate. Tendencja ta była szczególnie wyraźna w III ćw. XX w. Konwersja objęła następujące koleje:
- kolej Saint-Jean – Saint-Just w Lyonie, 1899 (1958: powrót do funikularu)
- Mühleggbahn w St. Gallen, 1950;
- kolej Ouchy – Flon w Lozannie, 1954/1958;
- Dolderbahn w Zurychu, 1972;
- kolej Croix Paquet – Croix Rousse w Lyonie, 1972-1974;
- odcinek Piassagüera – Paranapiacaba kolei sieci krajowej w Brazylii, 1974 r.;
- kolej Catanzaro Marina – Catanzaro Città, reaktywacja trasy w 1998 r.

W przeciwnym kierunku, oprócz dwóch kolei w Lyonie, konwersja na funikular dotyczyła odcinka zębatego tramwaju w Trieście (1928). Można też zauważyć, że ostatnio popularniejszy staje się ponownie napęd linowy. Ważnym odejściem od technologii zębatej będzie trzecia przebudowa linii Ouchy – Flon (połączona ze znacznym wydłużeniem trasy), tym razem na adhezyjną kolej ogumioną (maksymalny spadek 12%; otwarcie przewidziane na 2008 r.).

## Wybrane koleje

### Koleje wydzielone całkowicie zębate
- Mount Washington Cog Railway – zaprojektowana przez Sylvestra Marsha i zbudowana w l. 1868/1869; różnica wysokości – 1094 m, nachylenie maksymalne – 37,4% (średnie 25%), tor 1422 mm. Znaczna część trasy przebiega na lekkich drewnianych wiaduktach. Przykład zabytkowej kolei eksploatującej nadal trakcję parową. Funkcja turystyczna[4].
- Pilatusbahn (kanton Obwalden, CH) – zaprojektowana przez Eduarda Lochera i zbudowana w 1889 r., elektryfikacja 1937, 4,6 km długości, różnica wysokości – 1629 m, nachylenie maksymalne – 48% (najbardziej stroma kolej zębata na świecie), tor 800 mm. Funkcja turystyczna i sportowa[5].
- Jungfraubahn (kanton Berno, CH) – 1898-1912 zbudowana przez Emila Struba od razu jako elektryczna (pr. trójfazowy – przykład pionierskiej elektryfikacji kolei), długość 9 km, różnica wysokości 1400 m, maksymalne pochylenie – 25%, tor 1000 mm; Jungfraujoch – 3454 m n.p.m.: najwyżej położona stacja kolei w Europie. Znaczna część trasy w tunelu wykutym w masywie Jungfrau. Linia funkcjonuje jako element systemu kolei zębatych Berner Oberland (wydzielony technicznie, ale powiązany stacją przesiadkową). Funkcja turystyczna[6].
- Kolej zębata Szczyrba – Szczyrbskie Jezioro. Pierwsza kolej zębata, parowa Csorbatói Fogaskerekű Vasút, została otwarta w r. 1896 przez Kassa-Oderbergi Vasút (Kolej Koszycko-Bogumińską) od stacji Csorba (dzisiaj Štrba) do Csorbató (dzisiaj Štrbské Pleso). Zbudowano ją według projektu proj. Emila Várnaia z torem 1000 mm, wyposażonym w szynę Riggenbacha (maksymalne nachylenie 12,7%). Kolej przegrywała konkurencję z Tatrzańską Koleją Elektryczną i została zamknięta w r. 1932. Obecna, druga kolej została zbudowana z użyciem 2/3 starej trasy w 1970 r. jako elektryczna (=1500 V). Maksymalne nachylenie 15%, tor 1000 mm, szyna zębata van Rolla. Funkcja turystyczno-sportowa. Jedna z dwóch kolei zębatych położonych blisko granicy z Polską.
- Funicolare Granarolo (Genua), budowa ok. 1898, długość 1136 m, różnica wysokości 194 m. Wbrew nazwie kolej zębata; szyna Riggenbacha. Torowisko w poziomie ulic.
- Filderbahn – 1884, elektryfikacja 1902, 2,2 km długości, różnica wysokości – 205 m, maksymalne nachylenie – 20%, tor 1000 mm, pierwotnie szyna systemu Riggenbacha, obecnie podobna, ale z zębami wyciętymi w szynie z szeroką główką. Kolej na własnym lub wydzielonym torowisku w poziomie ulic; technicznie wydzielona, ale włączona do systemu miejskich tramwajów szybkich (Stadtbahn – dla ułatwienia przesiadek wydłużono linię do stacji tramwajów). Od 1982 r. wielkogabarytowe wagony wzorowane na wagonach Stadtbahn; używa się doczepionej platformy do (bezpłatnego) przewozu rowerów. Przykład adaptapcji kolei zębatej typu tramwajowego do potrzeb ruchu miejskiego.

### Koleje wydzielone z odcinkami zębatymi
- Matterhorn-Gotthard-Bahn tworzy razem z Rhätische Bahn wąskotorowy system kolei południowo-wschodniej Szwajcarii (kantony Gryzonia, Uri, Wallis; tor 1000 mm, w większości jednolita elektryfikacja ~11 kV 162/3 Hz). Jej główna linia, dawna Furka-Oberalp-Bahn, łącząca dolinę Renu z doliną Rodanu, zbudowana została w l. 1911-1925, Furka-Basistunel w 1982. Posługuje się odcinkami z szyną Abta o maksymalnym nachyleniu 11%. Szczególnie spektakularny jest 600-metrowy zjazd z Oberalppass na wysokości 2033 m n.p.m. do Andermatt. Maksymalne nachylenie toru adhezyjnego kolei to 4%. BVZ Zermatt-Bahn ma odcinki zębate nachylone na 12,5% (lata 1890–1930). Trzeci element sieci MGB – Schöllenenbahn ma nachylenie nawet 17,9% (Andermatt – Göschenen; budowa 1917 r.). Sieć współpracującej Kolei Retyjskiej jest tylko adhezyjna, z maksymalnym spadkiem 4,5% na sieci głównej, ale nawet 7% na Bernina-Bahn. Kolej spełnia ważną rolę środka normalnej komunikacji regionalnej (zimą często bez drogowej konkurencji w wysokich partiach górskich), jak też ma wielkie znaczenie turystyczne. Sieć wąskotorowa kontaktuje się z normalnotorową siecią krajową SBB na kilku stacjach, eksploatuje nawet tory trójszynowe w splocie, ale technicznie i organizacyjnie pozostaje odrębna.
- Ferrocarril Trasandino Los Andes – Mendoza Chile – Argentyna, linia funkcjonowała w latach 1910–1984 jako jedyne połączenie niemal w prostej linii między Buenos Aires i Santiago. W części chilijskiej kolej zelektryfikowano w 1927 r. Ze względów oszczędnościowych przyjęto szerokość toru 1000 mm, co spowodowało konieczność podwójnego przeładunku z sieci szerokotorowej obu krajów. Maksymalna wysokość trasy – 3207 m n.p.m.; na odcinkach z szyną Abta nachylenia maksymalne – 8%. Kolej zamknięta; uległa drogowej i lotniczej konkurencji.
- Kolejka Wilanowska[7] (Warszawa, Rondo Mokotowskie – Wilanów – Iwiczna) – tor 800 mm, eksploatowała w latach 1902–1915 krótki odcinek z szyną Abta między Rondem Mokotowskim (potem Plac Unii Lubelskiej) a przystankiem Belweder; nachylenie maksymalne 4,1%. Podmiejska kolej dojazdowa, nie istnieje.

### Linie kolei sieci krajowej z odcinkami zębatymi
- Usui-Tōge (pref. Niigata – Gunma, Japonia, sieć Kokutetsu, linia Shin’etsu) – podejścia do pierwszego tunelu Shimizu, odcinki zębate funkcjonowały w latach 1893–1963 (budowa nowego tunelu); nachylenie maksymalne – 6,7%, tor 1067 mm, szyna systemu Abta; kolej zamknięta po budowie Nagano Shinkansen.
- Grünthal – Tanvald (Grünthal nazywał się później Polubný, obecnie Kořenov; Czechy) – kolej lokalna obecnie w sieci ČD, zbudowana w 1902 r. dla połączenia z siecią kolei pruskich. Szyna systemu Abta, maksymalne nachylenie – 5,8%[8]. Jedna z dwóch najbliższych Polsce funkcjonujących kolei zębatych.
- Petrópolis Serra kolei Estrada de ferro Leopoldina (stan Rio de Janeiro, Brazylia); tor 1000 mm, szyna Riggenbacha; przewyższenie 79 m, nachylenie maksymalne 19%; kolej zamknięta
- Eulengebirgsbahn (Kolej Sowiogórska) – kolej lokalna poza siecią 'KPEV – Śląsk; odcinki zębate między Volpersdorf (obecnie Wolibórz) i Silberberg (Srebrna Góra), funkcjonowała w l. 1902-1931, szyna Abta
- Paranapiacaba (stan São Paulo, Brazylia, sieć 'ede Ferroviária Federal, obecnie Ferroban) – odcinek kolei São Paulo-Santos między Piassagüera i Paranapiacaba, pierwotnie pięć pochylni w systemie funikularu (nowa linia z 1901 r.), po 1974 eksploatacja jako kolei zębatej w rozwiniętym systemie Abta (trzy profile zębate); nachylenie 8%.

### Lista istniejących parowych kolei zębatych
- Mount Washington Cog Railway – 1869;
- Achenseebahn – Tyrol, linia Jenbach – Seespitz am Achensee, 1889;
- Brienz-Rothorn-Bahn – kanton Berno, linia Brienz – Rothorn Kulm 1892, reaktywowana 1931;
- West Coast Wilderness Railway – Tasmania, linia Queenstown – Strahan, 1896, reaktywowana 2003;
- Muzeum Kolei w Ambarawa – Jawa Środkowa, linia Ambarawa – Bedono, 1905;
- Dampfbahn Furka-Bergstrecke – kantony Uri i Wallis, linia Realp – Gletsch 1925; reaktywacja dawnej linii Furka-Oberalp-Bahn przez tunel Furka;

tylko niektóre pociągi:
- Schafbergbahn – Górna Austria, linia Sankt Wolfgang – Schafberg, 1893;
- Schneebergbahn – Dolna Austria, linia Puchberg – Hochschneeberg, 1897;
- Snowdon Mountain Railway / Rheilffordd yr Wyddfa – Walia, linia Llanberis – Snowdon 1897